# Öckerö socken
Öckerö socken i Bohuslän ingick i Västra Hisings härad och motsvarar sedan 1971 Öckerö kommun och från 2016 Öckerö distrikt.
Socknens areal är 25,30 kvadratkilometer varav 25,07 land. År 2000 fanns här 11 781 invånare.  Tätorterna  Hönö, Fotö, Hälsö, Bohus-Björkö, Kalvsund, Källö-Knippla och Rörö samt tätorten Öckerö med sockenkyrkorna Öckerö nya kyrka och Öckerö gamla kyrka ligger i socknen.

## Administrativ historik
Öckerö socken har medeltida ursprung. 
Vid kommunreformen 1862 övergick socknens ansvar för de kyrkliga frågorna till Öckerö församling och för de borgerliga frågorna bildades Öckerö landskommun. Landskommunen ombildades 1971 till Öckerö kommun.
1 januari 2016 inrättades distriktet Öckerö, med samma omfattning som församlingen hade 1999/2000.
Socknen har tillhört län, fögderier, tingslag och domsagor enligt vad som beskrivs i artikeln Västra Hisings härad. De indelta båtsmännen tillhörde 2:a Bohusläns båtsmanskompani.

## Geografi och natur
Öckerö socken ligger väster om Göteborg och Hisingen på en ögrupp i Kattegatt med huvudöarna Öckerö och Hönö. Socknen är en skärgårdsbygd, till största delen bestående av kala klippor.
I socknen finns tre naturreservat. Natura 2000-området Nordre älvs estuarium delas med Harestads socken i Kungälvs kommun samt Björlanda och Torslanda socknar i Göteborgs kommun. Rörö och Ersdalen är kommunala naturreservat. Det sistnämnda förvaltas av Öckerö kommun medan de två övriga förvaltas av Västkuststiftelsen.
De större öarna är Öckerö, Hönö, Björkö, Hälsö och Rörö medan mindre öar är Grötö, Hyppeln, Källö-Knippla och Fotö, som alla är bebodda.

## Fornlämningar
Ett tiotal boplatser från stenåldern har påträffats. Från bronsåldern finns cirka 20 gravrösen. Från järnåldern finns en domarring och två labyrinter.

## Befolkningsutveckling
Befolkningen minskade från 655 1810 till 595 1840 varefter den ökade till 700 1880. Därpå minskade befolkningen på nytt till 548 1920 då den var som minst under 1900-talet. Därefter ökade befolkningen till 10 762 1990. Den stora expansionen ägde rum efter 1960 då folkmängden fortfarande endast uppgick till 787 personer.

## Namnet
Namnet skrevs på 1200-talet Eikr eyia avsåg då ön. Namnet innehåller ek.